# 石守謙
石守謙（1951年6月8日—），藝術史研究者，曾任國立台灣大學藝術史研究所教授、兼所長，國立故宮博物院副院長、院長。現在是中央研究院歷史語言研究所特聘研究員。2012年當選為第29屆中央研究院院士。

## 研究成果
石守謙自文化史的角度，反思中國繪畫史的發展歷程，特別關注畫史上風格轉變的文化脈絡、區域性的畫史發展，及畫史上「雅」、「俗」觀念的互動與區別，亦關心藝術品在東亞各區域中，如何「再造」一個適合當地文化與社會的「化身」，由此推動台灣的中國藝術史研究擴大到「東亞」範疇，跨越中、日、韓等國別觀念，建立東亞藝術史系統。  近期亦透過畫家與觀眾互動探討與反思「山水畫史」何以產生變革的問題。
其研究成果曾二度獲得國科會傑出研究獎 (1994-96 及 1996-98)，中央研究院人文及社會科學學術性專書獎（2012）等。著有專書《風格與世變》（臺北：允晨文化，1996年）、《從風格到畫意──反思中國繪畫史》（臺北：石頭出版社，2010）、《移動的桃花源──東亞世界中的山水畫》與論文多篇，在藝術史學界享有極高聲譽。
近期出版專著《山鳴谷應：中國山水畫和觀眾的歷史》（臺北：石頭出版社，2017），聚焦於「山水畫」，回顧始於十世紀、止於二十世紀第二次大戰前各種山水畫變化的歷史，然而用意不在提出任何單一的山水畫史發展規律，而更著重於在此過程中繞過傳統畫史獨尊「畫家」的迷思，轉而揭示「畫家」與「觀眾」間互動關係的不同面貌，尤其聚焦於各個時代、甚或中日韓不同地域的山水畫家們如何與其特定的社群觀眾建立起互動關係，促成各種值得注意的新主題誕生，於山水畫史上帶引出新的畫意、新的境界。
著有《元文宗的宮廷藝術與北宋典範的再生》一文，探討元代設立奎章閣等「儒化」措施。

## 出版書籍
自著
- 《風格與世變》（臺北：允晨文化出版公司，1996）（北京：北京大學出版社，2008）。
- 《從風格到畫意──反思中國繪畫史》（臺北：石頭出版社，2010）。［榮獲行政院新聞局第35屆金鼎獎（2011）］
- 《移動的桃花源──東亞世界中的山水畫》（臺北：允晨文化出版公司，2012）［榮獲第一屆中央研究院人文及社會科學學術性專書獎（2012）］。
- 《山鳴谷應：中國山水畫和觀眾的歷史》（臺北：石頭出版社，2017）。
- 《臺灣關鍵年代的文化省思與藝術評論—石守謙論集》（臺北：雄獅美術，2020）。

主編
- 《東亞文化意象之形塑》，與廖肇亨合編（臺北：允晨文化出版公司，2011）。
- 《藝術史中的漢晉與唐宋之變》，與顏娟英合編（臺北：石頭出版社，2014）。
- 《轉接與跨界：東亞文化意象之傳佈》，與廖肇亨合編（臺北：允晨文化出版公司，2015）。

## 其他
2007年被控涉入故宮改建擴建工程弊案，士林地檢署求處15年有期徒刑，全案在2009年4月30日一審結束，石守謙獲判無罪。
另外，在故宮南院招標案中，石守謙等人被指控涉嫌違法修改招標規格、內定特定廠商、洩漏招標金額。經其他投標廠商向行政院公共工程委員會提出申訴後，公共工程委員會撤銷標案，使得故宮遭得標廠商訴請法院求償，讓故宮損失3900多萬元。士林地檢署偵辦故宮南院弊案，於2009年8月25日偵查終結，石守謙等人被依貪污等罪起訴，求處重刑。2011年9月1日，士林地方法院針對上述故宮南院招標案，一審宣判石守謙等五人無罪，判決書中指出該案議價、簽約程序合乎流程，查無不法，五人均無犯罪事實。士林地院並於判決書中多次點出檢方起訴時的諸多違誤、無稽與偏頗之處。2011年11月29日，針對故宮擴建案，台灣高等法院於二審時，仍採信原審見解，判決石守謙等人無罪。高等法院審理認定，例如在小標綁大標部分，故宮決議以規劃、設計、監造三合一方式辦理招標，乃九十年三月第一次評選委員的共識和決議，並無不法，也無操縱評選結果等事證，因此仍判石守謙等人無罪。2012年9月20日，台灣高等法院對故宮南院案進行二審宣判，仍判決石守謙等5名被告無罪。